# Горан Перковац
Горан Перковац (Подравска Слатина, 16. септембар 1962) бивши је југословенски и хрватски рукометаш, наступао је за две репрезентације, Југославију и Хрватску.

## Спортска биографија
Каријеру је започео у млађим категоријама рукометног клуба Слатина. Дебитовао је за први тим са само 15 година, 1977. године. Године 1980. одлази на одслужење војног рока, а након завршетка војске постаје рукометаш загребачког Медвешчака. Неколико пута је освајао Куп Југославије са овим клубом. Од 1989. до 1996. године био је играч екипе Борба из Луцерна, са којом 1993. године осваја титулу првака Швајцарске. Након одласка из Борбе, Перковац је од 1996. до 2001. године рукометаш такође швајцарске екипе ТВ Зур Арау, са којом је првак Швајцарске 1999. и 2000. године, као и победник швајцарског Суперкупа 1999. године. Играо је још за Пфади Винтертур који је такође клуб из Швајцарске.
Са постигнутих 2637 голова у 359 одиграних утакмица, Перковац је најбољи стрелац свих времена швајцарске рукометне лиге.
Као репрезентативац Југославије освојио је бронзану медаљу на Олимпијским играма 1988. године у Сеулу. За југословенску репрезентацију одиграо је 85 утакмица. После распада СФРЈ, наступао је за репрезентацију Хрватске. На првенству Европе у Португалу 1994. године освојио је бронзу, а на Светском првенству 1995. године на Исланду осваја сребрну медаљу. Највећи успех остварио је освајањем златне медаље на Летњим олимпијским играма 1996. године у Атланти. Био је тада капитен репрезентације.
Након завршетка играчке каријере остао је у Швајцарској да ради као тренер. Био је селектор швајцарске и грчке рукометне репрезентације.

## Приватно
Његова кћерка Корина је одбојкашица (рођена 1999), играла је за женску одбојкашку репрезентацију Швајцарске.